# Nueva Granada, Colombia
Nueva Granada är en ort i Colombia.   Den ligger i departementet Magdalena, i den norra delen av landet, 600 km norr om huvudstaden Bogotá. Nueva Granada ligger 113 meter över havet och antalet invånare är 2 714.
Terrängen runt Nueva Granada är platt. Runt Nueva Granada är det ganska glesbefolkat, med 24 invånare per kvadratkilometer. Närmaste större samhälle är Concordia, 7,8 km nordväst om Nueva Granada. Omgivningarna runt Nueva Granada är huvudsakligen savann.